# St. Paul (Kansas)
St. Paul – miasto w Stanach Zjednoczonych, w stanie Kansas, w hrabstwie Neosho.